# Langue de Cerf
Langue de Cerf est une ancienne colonie située sur l'île de Terre-Neuve dans la province de Terre-Neuve-et-Labrador au Canada.
C'est une petite communauté de pêcheurs abandonnée de la baie Fortune.

## Toponymie
Le lieu tire son nom du promontoire voisin de Langue de Cerf.
Le terme d'origine française remonte à l'époque de la colonie de Plaisance où les pêcheurs venus de France fréquentaient la côte de la baie Fortune, le promontoire rappelant la forme d'une langue de cerf.

## Histoire
La communauté fut établie vers 1835 non loin de l'anse de Langue de Cerf. 
Elle n'a jamais été grande et ne comptait que 45 habitants en 1898 avant d'être en grande partie abandonnée à la suite de la perte de la goélette Omega qui a coûté la vie à de nombreux hommes de la communauté. Bien que le lieu servait encore de base de pêche estivale, il ne restait plus que 3 familles en 1935 comprenant 24 personnes.
La communauté a été abandonnée en 1947 et de nombreux résidents ont déménagé dans la communauté voisine de Saint-Bernard.